# Eugen Fink
Eugen Fink (Costanza, 11 dicembre 1905 – Friburgo, 25 giugno 1975) è stato un filosofo e fenomenologo tedesco.

## Biografia
Figlio di un impiegato statale, venne educato nei suoi primi anni di studio dallo zio, parroco cattolico. Dopo aver frequentato il ginnasio a Costanza ed aver conseguito l'esame di maturità nel 1925, studiò filosofia, storia, tedesco ed economia, prima a Münster e Berlino, poi a Friburgo con Edmund Husserl. Nel 1929 Fink conseguì il suo dottorato con Husserl e Martin Heidegger con una dissertazione dal titolo Presentificazione ed Immagine. Contributi ad una Fenomenologia dell'Irrealtà (Vergegenwärtigung und Bild. Beiträge zur Phänomenologie der Unwirklichkeit). L'anno successivo Husserl divenne professore emerito con libera docenza. In quel periodo la fenomenologia si diffuse enormemente, attirando a Friburgo moltissimi universitari da tutta l'Europa. Eugen Fink venne così incaricato dal Maestro di sostenere alcuni seminari di carattere privato a beneficio di questi studenti. Quando nel 1933 sotto il regime nazionalsocialista Husserl non fu più "persona gradita", Fink rinunciò ad avanzare nella sua carriera universitaria e rimase a fianco del maestro in qualità di assistente privato. Dopo la morte di Husserl nel 1938, Fink assieme a Ludwig Landgrebe, portò in salvo a Lovanio il suo consistente lascito librario ed i suoi scritti inediti, cominciando il lavoro di edizione e trascrizione che portò in seguito alla fondazione dell'Archivio Husserl. Questa attività impegnò Eugen Fink sino al 1940, quando venne internato in un campo di prigionia francese, sospettato di spionaggio. Lì rimase fino all'occupazione tedesca della Francia. Dopo la sua liberazione venne arruolato dalla Wehrmacht. Dopo la guerra Fink ottenne l'abilitazione alla docenza a Friburgo con lo scritto L'idea di una metodologia trascendentale (Die Idee einer transzendentalen Methodenlehre). Dal 1948 fu professore ordinario di filosofia e pedagogia, svolgendo un ruolo chiave nella fondazione di un Archivio-Husserl a Friburgo nel 1950.
Considerato uno degli esperti più significativi della scuola fenomenologica husserliana, è stato successivamente influenzato dal pensiero di Heidegger assieme al quale tenne un famoso seminario su Eraclito nel semestre invernale del 1966/67, poi pubblicato nel 1970. Nel 1960 scrive, un anno prima del Nietzsche di Heidegger, La filosofia di Nietzsche, considerato ancora un punto di riferimento per gli studi nietzscheani. Nel 1971, assieme a Landgrebe, gli venne conferito un dottorato honoris causa dall'Università Cattolica di Lovanio, in occasione di una conferenza sulla fenomenologia, per l'impegno dimostrato nella fondazione dell'Archivio-Husserl.
Morì nel 1975 a causa di un infarto.
Era fratello del teologo e storico Karl August Fink.

## Pensiero
Il desiderio principale di Fink era quello di portare al linguaggio il fenomeno primario del "mondo".
Per comprendere appieno il significato di "mondo" è essenziale comprendere l'essere delle cose intramondane che si incontrano. Il mondo, le cui peculiarità sono state sinora viste in maniera inappropriata, assume dunque le sembianze (in quanto cosa) di un gigantesco contenitore, nel quale sono contenute tutte le altre cose. Al contrario Fink dimostra che il mondo di per sé non è un'essente cosità ("dinghaft Seiendes"), bensì l'orizzonte che, per ogni manifestazione di un essente, ne costruisce la condizione. Questa differenza ontologica tra mondo e intramondano è stata denominata da Fink come "differenza cosmologica", in analogia con la differenza ontologica di Heidegger. In successivi approfondimenti Fink si avvicinerà al "mondo dei fenomeni" in un linguaggio metaforico: al fenomeno del mondo appartiene essenzialmente il "gioco" e il "conflitto" tra il "cielo" che si dirada e la "terra" che vela e disvela. Quest'ultima, filosoficamente prossima alla concettualizzazione sviluppata da Heidegger in merito, non dev'essere tuttavia esperita come pura poesia, bensì come ricerca, al fine di aderire originariamente al fenomeno del mondo, frainteso finora a causa di un linguaggio di concetti formato sulle cose. Il senso contenuto nella metafora del "conflitto" tra cielo e terra è tuttavia in vista di un "mondo" come condizione assolutamente necessaria per la manifestazione dell'essente esplicitantesi. Dunque il Mondo si configura da un lato come l'apertura necessaria di ogni manifestazione (il "cielo" ): dall'altro lato come il "velato", nel quale ogni essente si supporta e sopporta, al fine di apparire ("terra").

### Opera in lingua originale
- Vom Wesen des Enthusiasmus, Freiburg 1947
- Zur ontologischen Frühgeschichte von Raum - Zeit - Bewegung, Den Haag 1957
- Sein, Wahrheit, Welt. Vor-Fragen zum Problem des Phänomen-Begriffs, Phaenomenologica 1, 1958 ISBN 90-247-0234-8
- Alles und Nichts, Den Haag 1959
- Spiel als Weltsymbol, Stuttgart 1960
- Nietzsches Philosophie, Stuttgart 1960
- Studien zur Phänomenologie, 1930-1939, Phaenomenologica 20, 1966 ISBN 90-247-0253-4
- Metaphysik und Tod, Stuttgart 1969
- Heraklit. Seminar mit Martin Heidegger, Frankfurt/Main 1970
- Erziehungswissenschaft und Lebenslehre, Freiburg 1970
- Sein und Mensch. Vom Wesen der ontologischen Erfahrung, Freiburg 1977
- Grundfragen der systematischen Pädagogik, Freiburg 1978
- Grundphänomene des menschlichen Daseins, Freiburg 1979
- Grundfragen der antiken Philosophie, Würzburg 1985
- VI. Cartesianische Meditation ISBN 90-247-3436-3
  - Vol. I: Die Idee einer transzendentalen Methodenlehre, ed. H. Ebeling, J. Holl & G. van Kerckhoven, 1988.
  - Vol II: Ergänzungsband, ed. G. van Kerckhoven, 1988.
- Welt und Endlichkeit, Würzburg 1990

### Opere in italiano
- Fenomeni fondamentali dell'esistenza umana, trad. di A. Lossi, introduzione di Cathrin Nielsen, ETS ed., 2007, ISBN 8846715438
- Prossimità e distanza. Saggi e discorsi fenomenologici, trad. di A. Lossi, ETS ed., 2006, ISBN 8846716280
- La filosofia di Nietzsche, con un saggio di Massimo Cacciari, Padova: Marsilio, 1973 (quarta edizione 1993), ISBN 8831700170
- Sull'entusiasmo, trad. di F. Dal Bo, a cura di R. Cristin, Gallio ed., 2003, ISBN 8885661432
- Il gioco come simbolo del mondo, trad. di N. Antuono, Hopefulmonster ed., 1992, ISBN 8877570326
- Oasi della gioia, trad. di E. Cutolo, Edizioni 10/17 ed., 1987, ISBN 8885651119
- Oasi del gioco trad. fi Anna Calligaris, Edizioni Raffaello Cortina 2008
- Studi di fenomenologia 1930-1939 traduzione di N. Zippel, Roma: Lithos, 2010, ISBN 9788889604854
- L'idea di una dottrina trascendentale del metodo. Testi del lascito di Eugen Fink (1932) con note e appendici del Lascito di Edmund Husserl (1933-34) procurati da Hans Ebeling, Jann Holl e Guy van Kerckhoven, edizione italiana a cura di Alfredo Marini, Milano: Angeli, 2009, vol. I.
- Le domande fondamentali della filosofia antica trad. di Simona Bertolini, Roma: Donzelli, 2013, ISBN 978-88-6036-863-8
- Martin Heidegger, Eugen Fink, Eraclito. Seminario del semestre invernale 1966/67, a cura di A. Ardovino, Laterza ed., 2010, ISBN 9788842088967
- Presentificazione e immagine: contributi alla fenomenologia dell'irrealtà, a cura di Giovanni Jan Giubilato, Udine, Mimesis 2014, ISBN 885751658X
- Per gioco. Saggi di antropologia filosofica, a cura di V. Cesarone, Morcelliana, Brescia 2016, ISBN 9788837227814
- Moda. Un gioco seduttivo, trad. di V. Santarcangelo, a cura di G. Matteucci, Einaudi, Torino 2024, ISBN 9788806263355

### Monografie e studi
- Pedicini Tommaso, Il labirinto del mondo. La filosofia del gioco di Eugen Fink, Guerini Scientifica ed., 1997, ISBN 8881070782
- Ardovino Adriano (a cura di), Eugen Fink. Interpretazioni fenomenologiche, Nuova Editrice Universitaria, 2011, ISBN 978-88-951551-2-8
- Cesarone Virgilio, Nel labirinto del mondo. L'antropologia cosmologica di Eugen Fink, Edizioni ETS, 2014, ISBN 9788846741103